# Landsat Island
Landsat Island is een klein onbewoond eiland in de Canadese provincie Newfoundland en Labrador. Het ligt in de Labradorzee op zo'n twintig kilometer voor de noordelijke kust van Labrador en maakt deel uit van het autonoom gebied Nunatsiavut.

## Geografie
Het rotsachtige eiland meet 25 op 45 meter (oppervlakte 1125 m²). Bij hoogtij reikt het tot 6,6 m boven het wateroppervlak uit. Ten noorden ervan ligt een zeerots die enkel bij laagtij boven het water uitsteekt, namelijk zo'n 0,8 m. Die rots werd pas in 1997 ontdekt.
Hoewel het vasteland van Labrador bijna 20 km verder westwaarts ligt, is de dichtst bij gelegen grote landmassa Home Island. Dat is een groot eiland op zo'n 11 km ten westen van Landsat Island.

## Ontdekking
In 1976 werd een Canadees kustonderzoek uitgevoerd met behulp van gegevens van de Landsat 1-satelliet. Analyse van de gegevens bracht verschillende eerder onbekende rotsformaties aan het licht waaronder een eiland dat "Landsat Island" genoemd werd, naar de satelliet die het ontdekte.
De verificatie van het bestaan van het eiland werd gedaan door Dr. Frank Hall van de Canadian Hydrographic Service. Dr. Hall werd boven het eiland in een harnas neergelaten vanuit een helikopter. Het eiland was volledig bedekt met ijs en toen hij uit de helikopter werd neergelaten, haalde een ijsbeer, die op het hoogste punt van het eiland stond, uit naar hem. Hall kon op tijd aan de kabel rukken zodat hij omhoog gehaald werd. Hij zei dat hij bijna de eerste persoon was die omkwam op het eiland en stelde voor het eiland te hernoemen naar "Polar Island" maar de oorspronkelijke naam bleef behouden.
Omdat Landsat Island op het meest oostelijke punt van de Canadese landmassa ligt (langs dat deel van de kust van Noord-Labrador), zorgde deze ontdekking er voor dat het maritieme grondgebied van Canada met 68 vierkante kilometer vergroot werd.